# トー・イーウェイ
トー・イーウェイ（英語: Toh Ee Wei、中国語: 杜頤溈、2000年9月18日 - ）は、マレーシアの女子バドミントン選手。

## 経歴

### ジュニア時代
世界ジュニア選手権では、女子ダブルスと混合ダブルスでそれぞれメダルを獲得している。

### 2023
2023年から、チェン・タンジーとペアを組み混合ダブルスで国際大会に出場する。
1月のマレーシア・オープンでは、見事準々決勝まで進出した。
4月のオルレアン・マスターズでは、準々決勝で後のアジア選手権王者となる、中国の蒋振邦 / 魏雅欣を破り、決勝で台湾の葉宏蔚 / 李佳馨を破って優勝した。BWFワールドツアー初タイトル獲得となった。
6月の台湾オープンでは、準決勝で再び葉宏蔚 / 李佳馨を破り、そのまま優勝した。